# 皮斯基 (利維夫區)
49°40′47″N 23°42′59″E / 49.67972°N 23.71639°E
皮斯基（羅馬化：Pisky，直译：“沙子”）始建於1450年，面積0.91平方公里，海拔高度278米，2005年人口56，人口密度每平方公里79.03人。